# Barra de erro

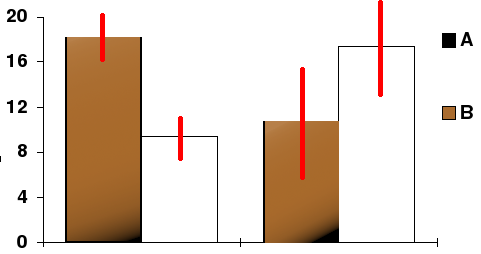
Um gráfico de barras com intervalos de confiança (mostrados como linhas vermelhas).

Barra de erro é uma representação gráfica da variabilidade de dados e é usada em gráficos para indicar o erro, ou incerteza em uma medição relatada. Ela dá uma ideia geral sobre a exatidão da medição, ou, inversamente, o quão distante pode estar o valor reportado do valor real (sem erros).